# フレドリック・ホルムルンド
フレドリック・ホルムルンド（Fredrik Holmlund）はスウェーデンのミュージシャン、パフォーマー、ソングライター、IT技術者。Yohioのバックバンドのベーシストとして知られている。他に参加したバンドはDesaiha。2015年よりMarshにギタリスト、ヴォーカルで参加。

## 経歴
スウェーデン、セーデルテリエ、1989年8月7日生まれ。セーデルテリエ育ち。10代の頃からロック、パンクジャンルでバンド活動を始める。担当は主にギターと歌。
2011年に結成されたハイブリッドメタルバンド、Desaihaにはベーシストとして参加。
2012年Desaihaに集中するため当時の仕事を退職。当時のバンドのマネージャーはYohio。
2013年　Melodifestivalen　ではYohioのバックでベーシストとして出場。演奏曲のハートブレイクホテルは、カールスクルーナのテレノールアリーナで行われた2013年2月2日の決勝選まで残り、133ポイント獲得で第二位。この曲はスウェーデンのチャートでベスト8を記録。同年ツアーを敢行。最終日のストックホルム、Annexetホールでの公演ではゲストアーティストにGacktを迎えて行われた。
翌年2014年にもMelodifestivalenでYohioのバックバンドとして参加。演奏曲の To the end はフレンズアリーナで行われた決勝戦で82点獲得で6位。
2014年8月Desaihaが初のシングル、カスティエルをYohiosがCEOを務めるKEIOSエンターテイメント初のリリース曲として
リリース。スウェーデンのiTunesのロックジャンルで1位を記録。
Desaihaは2015年の初めに解散。その後フレデリックは、Marshにギタリストおよびヴォーカリストとして参加。
| スタブアイコン | サブスタブ | この項目は、まだ閲覧者の調べものの参照としては役立たない、音楽関係者（バンド等）に関連した書きかけの項目です。この項目を加筆・訂正などしてくださる協力者を求めています（P:音楽/PJ:芸能人）。 |